# Cryptorhopalum vernale
Cryptorhopalum vernale är en skalbaggsart som beskrevs av William James Beal 1985. Cryptorhopalum vernale ingår i släktet Cryptorhopalum och familjen ängrar. Inga underarter finns listade i Catalogue of Life.